# Sergi Barjuán
Sergi Barjuán Esclusa (Les Franqueses, 1971. december 28. –) spanyol válogatott labdarúgó, edző.

## Pályafutása
A Granollers csapatában ismerkedett meg a labdarúgással, majd 1988-ban a Barcelona akadémiájára került. 1993. augusztus 29-én debütált a bajnokságban a Sporting de Gijón ellen. A csapat színeiben 275 tétmérkőzésen lépett pályára és ezeken 6 gólt szerzett. A spanyol bajnokságot három alkalommal nyerte meg csapatával. Louis van Gaal második periódusában már nem számított rá, ezért az Atlético Madrid csapatába igazolt. 2002. szeptember 1-jén a Barcelona ellen debütált új klubjában. 3 szezont szerepelt a klubban, majd visszavonult.

## Válogatott
Korosztályos válogatottakban is szerepelt és részt vett az 1994-es U21-es labdarúgó-Európa-bajnokságon. 1994. február 9-én a lengyel labdarúgó-válogatott elleni felkészülési mérkőzésen debütált a válogatottban. Ezen a mérkőzésen szerezte meg az egyetlen válogatottbeli gólját. Tagja volt a válogatottnak az 1994-es labdarúgó-világbajnokságon és az 1998-as tornán, valamint az 1996-os labdarúgó-Európa-bajnokságon és 2000-esen is részt vett.

## Menedzserként
2009-ben visszatért a Barcelonához és ifjúsági csapatok edzője lett. 2012 májusában a Recreativo csapatának lett az edzője. 2015-ben ki nevezték az UD Almería vezetőedzőjévé, szezon közben érkezett és mindössze 14 meccset kapott.

## Sikerei, díjai
- Barcelona
  - Kupagyőztesek Európa-kupája: 1996–97
  - UEFA-szuperkupa: 1997
  - Spanyol bajnok: 1993–94, 1997–98, 1998–99
  - Spanyol kupa: 1996–97, 1997–98
  - Spanyol szuperkupa: 1994, 1996